# Принс, Том
Том Принс (англ. Tom Prince; 26 октября 1969 года, Виргиния, США — 5 февраля 2022) — американский профессиональный культурист в отставке. Принс получил профессиональную карту, выиграв в 1997 году национальный чемпионат NPC. В 2001 году выиграл соревнование «Ночь чемпионов», где занял 3-е место. Почки Принса сдали во время его подготовки к «Ночь чемпионов 2003», и он ушёл из соревновательного бодибилдинга вскоре после этого.

## Биография
Подростком начал плавать, дошёл до национальной олимпийской сборной США и бросил из-за малой оплаты. Пошёл учиться и дошёл до научной степени кандидата наук, параллельно посещал спортивный зал.

## Антропометрия
- Рост 173 см
- Соревновательный вес 104 кг

## История выступлений
- Нашионалс (1995) — 2 (в категории тяжёлый вес)
- Нашионалс (1996) — 2 (в категории тяжёлый вес)
- Чемпионат США (1996) — 2 (в категории тяжёлый вес)
- Чемпионат США (1997) — 9 (в категории тяжёлый вес)
- Нашионалс (1997) — 1 (в категории тяжёлый вес)
- Ночь Чемпионов (1999) — 13
- Айронмен Про (2000) — 9
- Арнольд Классик (2000) — 11
- Ночь Чемпионов (2001) — 3
- Мистер Олимпия (2001) — 16
- Гран При Англия (2001) — 8
- Саузвест Про (2002) — 9
- Европа Супершоу (2002) — 9
- Ночь Чемпионов (2002) — 7